# Мой-Уруста
Мой-Уруста — посёлок в Тенькинском районе Магаданской области России. Фактически урочище.

## География
Располагался на южном склоне пологой сопки на левобережье реки Эльгення.

## История
Основан в 1954 году как посёлок геологов. Промышленная добыча золота близ посёлка началась в 1959 году прииском «40 лет Октября». Посёлок быстро рос, в 1964 году открылась школа.
В 1980-е гг. в Мой-Урусту стали переезжать жители из посёлков, подлежащих затоплению Колымским водохранилищем. Посёлок стал вновь активно строиться. По созданному водохранилищу наладили паромное сообщение с Обо, зимой действовала ледовая дорога. В 1995 году был закрыт прииск, жители стали массово покидать посёлок. Прииск был закрыт после заморозки водовода.
На 2013 год в посёлке фактически проживало 3 человека.

## Население
| 2002 | 2010 | 2013 | 2015 | 2021 |
| ---- | ---- | ---- | ---- | ---- |
| 4    | ↘2   | →2   | ↘0   | →0   |